# باد لیبن‌اشتاین
شهر باد لیبن‌اشتاین در ایالت تورینگن در کشور آلمان واقع شده است.